# Bundesautobahn 653
Die Bundesautobahn 653 (Abkürzung: BAB 653) – Kurzform: Autobahn 653 (Abkürzung: A 653) – war eine geplante Autobahn, welche von der A 61 bei Speyer kommend als südliche Stadteinfahrt nach Ludwigshafen am Rhein dienen sollte. Diese Funktion übernehmen heute auf identischer Trasse die autobahnähnlich ausgebauten Bundesstraßen 9 und 44. Im Rheingönheimer Kreuz wäre die ebenfalls geplante Bundesautobahn 655 gequert worden.